# パラケット作戦
パラケット作戦（パラケットさくせん、Operation Paraquet）とはフォークランド紛争において1982年4月20日から同26日にかけてサウスジョージア・サウスサンドウィッチ諸島にてアルゼンチン軍に対して行われたイギリス軍の軍事作戦。

## 作戦の背景
1982年3月30日から4月3日にかけて行われたアルゼンチン軍の上陸作戦によって同軍に掌握されたフォークランド諸島奪還の為、イギリス軍は4月初頭に本国より機動艦隊を派遣させることを決定。フォークランド紛争が勃発する。
フォークランド諸島より約1,000km東に位置するサウスジョージア・サウスサンドウィッチ諸島のサウスジョージア島もフォークランド諸島侵攻と同時期に周辺に展開していたアルゼンチン軍によって掌握（サウスジョージア侵攻）されており、イギリス軍はまず同諸島の奪回を行うべく先に海兵隊員とワスプヘリコプターを搭載して同海域に派遣されていたイギリス海軍の氷海哨戒艦「エンデュアランス」の増援として機動艦隊より駆逐艦「アントリム」、フリゲート「プリマス」、補給艦「タイドスプリング」の三隻にイギリス海兵隊隊員110人と特殊部隊SASD中隊、少数のSBS隊員を分乗させ、タスクフォースとして派遣。
『パラケット』と名付けされたこの作戦はSAS、SBSによる隠密偵察でサウスジョージア島のアルゼンチン軍戦力を把握し、海兵隊によって攻撃、制圧するというものだった。

## 偵察飛行
駆逐艦「アントリム」を筆頭とした三隻のイギリス海軍艦艇がサウスジョージア島海域に接近すると同時期、1982年4月20日早朝、サウスジョージア島より約4600km離れたイギリス領アセンション島のワイドアウェーク基地よりイギリス空軍第55、第57飛行隊のヴィクター給油機4機がサウスジョージア島へ偵察の為に離陸した。
アセンション島より1600kmの地点でまずヴィクター2機が他の2機に燃料を給油して帰還。さらに約3200kmの地点で1機がもう1機に給油を行って帰還した。
偵察を行うための1機はサウスジョージア島の空域に接近すると高度1万3000ｍから同海域、約38万4000平方kmを1時間半に渡ってレーダーを使用して捜索し、アルゼンチン海軍の艦艇の有無を探った。偵察を行ったヴィクターはその後、同日午後にアセンション島へ帰還。飛行時間は14時間強、飛行距離は1万1200kmとなり、当時の最長偵察飛行距離を記録した。
偵察の結果からサウスジョージア島周辺にはアルゼンチン海軍艦艇は存在せず、上陸に支障はないという結論になり、上陸作戦の遂行が決まった。

## 偵察上陸
1982年4月21日早朝、サウスジョージア島西側約50kmの地点から駆逐艦「アントリム」よりウェセックスヘリコプター1機が発進し、サウスジョージア島、フォーチュン氷河を偵察。アルゼンチン軍勢力が同区域に存在しないことを確認すると一旦「アントリム」に帰還。同艦に同乗していた特殊部隊SAS隊員を積載。補給艦「タイドスプリング」より同じくSAS隊員を積載して飛び立ったウェセックスヘリコプター2機と合流して偵察上陸を行おうとした。しかし、急激な天候の悪化によって上陸が困難になり、断念。同日正午に天候が回復したのを機に再度上陸作戦を行い、今度はSAS隊員らの上陸を成功させた。
上陸を果たしたSAS隊員らであったが再び天候が悪化、最大瞬間風速35mを記録するほどの猛吹雪に見舞われてSAS部隊は装備を吹き飛ばされるなどして作戦行動が困難になり、撤退を決めた。
「アントリム」と「タイドスプリング」よりウェセックス計3機が隊員移送の為飛び立つが悪天候のため接近すらできず、一度撤退。天候がある程度回復した段階で再度発進し、今度は着陸に成功した。ところが再び天候が悪化。最初に隊員を収容して離陸した補給艦「タイドスプリング」所属のウェセックスヘリ1機が吹雪によってホワイトアウトを起こし墜落。死者や重症者は出なかったため、墜落した機の乗員は即座に残った2機に搭乗したがもう一機の「タイドスプリング」所属のウェセックスヘリも視界不良から離陸後すぐに稜線に接触して墜落（「タイドスプリング」所属のウェセックスは輸送型でレーダーを搭載していなかったことが墜落の最大の原因とされる。「アントリム」所属のウェセックスは対潜型でレーダーを搭載していた為、視界不良でもある程度対処ができた）。死者、重傷者こそ出さなかったが残った｢アントリム」所属のウェセックスは既に定員オーバーだったため、止むを得ずその場に留まることになった。
残ったウェセックスは直ぐに｢アントリム」に帰還後、給油を済ませて再度発進。墜落現場に向かい、残されていたSAS隊員らとヘリパイロットの救出を行おうとしたが天候不良で二度も引き返し、三度目の挑戦でようやく救助に成功した。
4月22日夜にはサウスジョージア島のストロームネス港へSASによる動力機付きゴムボート5艇を使用した偵察上陸作戦が再度行われたが、内2艇がエンジンの故障から遭難して行方不明になってしまう。この行方不明になったボートは「アントリム」所属のウェセックスが翌早朝に1時間に渡って捜索活動を行った結果発見され、全員救助された。
この「アントリム」所属のウェセックスパイロットである海軍少佐はこの救助活動の功績から紛争後に殊勲十字章を授与された。
このようなイギリス軍特殊部隊の上陸作戦は失敗が続いたが、悪天候によってアルゼンチン軍には察知されずに終わっている。

## 潜水艦「サンタフェ」
イギリス軍タスクフォースはゴムボート3艇でのSAS隊員の上陸に成功させたが直後の4月23日にイギリス軍作戦司令部より、同海域にアルゼンチン海軍の潜水艦がいるとの情報を受け、島の東側に待機していた「エンデュアランス」を除いた3艦は一度島の北東約320kmへ退避した。
4月24日にはイギリス海軍機動艦隊主力より増援として派遣されたフリゲート艦「ブリリアント」が合流。対潜ヘリコプターであるリンクスを2機搭載していた「ブリリアント」と共にタスクフォースは掃海作戦を開始。補給艦「タイドスプリング」を残した駆逐艦「アントリム」、フリゲート艦「ブリリアント」、「プリマス」の3隻はサウスジョージア島南部に周り込む形で哨戒艦「エンデュアランス」と合流した。
4月25日早朝、まず「アントリム」のウェセックスと「ブリリアント」のリンクスが発進し、捜索を開始。「アントリム」のウェセックスは所定位置でレーダーを作動させて捜索した所、サウスジョージア島から8kmの地点に海上を航行中の船舶を発見した。これはサウスジョージア島の島都グリトビケンへの輸送任務を終え、アルゼンチン本国に帰還しようと海上を航行していたアルゼンチン海軍所属の潜水艦「サンタフェ」であった。ウェセックスは「サンタフェ」に対し、急速接近して搭載していた250ポンド爆雷2発を投下し攻撃すると共に、タスクフォースよりリンクス、ワスプなど対潜ヘリ部隊を呼び寄せた。
このウェセックスの爆雷攻撃によって「サンタフェ」はバラストタンクや電気系統を損傷して潜航不能になり、グリトビケンに向け遁走を始めるが直後にイギリス海軍タスクフォースの対潜ヘリ部隊が飛来し、まずリンクスがMk46短魚雷による攻撃を行った。この魚雷を「サンタフェ」は回避し、セイル(上部構造物)から水兵らが機関銃によって銃撃をヘリ部隊に対して行ったが、リンクスとウェセックスも搭載している機銃で「サンタフェ」を銃撃して遁走を妨害。この隙に「エンデュアランス」所属のワスプが搭載していたen:SS.12/AS.12有線誘導ミサイルを発射し、サンタフェのセイルに命中させた。このミサイルはサンタフェのセイルを貫通後に爆発した為、直接の撃沈には至らなかったがセイルで機銃を発砲していたアルゼンチン水兵が片足を失う重傷を負った。
大破した「サンタフェ」はグリトビケンの近郊、キングエドワードポイント埠頭の桟橋付近に座礁・擱座しそのまま放棄され、乗組員は全員陸上に脱出した。

## 上陸作戦
イギリス軍対潜ヘリ部隊とアルゼンチン軍潜水艦「サンタフェ」との戦闘によってイギリス軍タスクフォースは当初の予定であった隠密偵察が不可能となった為、即座に艦砲射撃を用いた強行上陸作戦へ切り替えられた。
この時点で海兵隊主力を載せた補給艦「タイドスプリング」は前述のようにサウスジョージア島より離れていた位置にいたため、タスクフォースは止むを得ず駆逐艦「アントリム」に分乗していたSAS、SBS隊員らと哨戒艦「エンデュアランス」に搭乗していた海兵隊員ら計75名を「アントリム」と「ブリリアント」のヘリに分乗させて数回に分けて輸送し、上陸させる作戦が取られた。
4月25日正午頃、まず、砲術士官を含んだ少数の兵員がワスプヘリコプターによって海岸に上陸。その指示に従って「アントリム」と「プリマス」がグリトビゲン近郊へ主砲による艦砲射撃を開始。その間にヘリ部隊のピストン輸送によって上陸部隊は海岸への上陸を果たし、グリトビゲンへ進出を開始した。
隊員らは午後2時頃にグリトビゲン近郊へ到着したが、その時点でグリトビゲンのアルゼンチン守備部隊は艦砲射撃に対して対抗できないと判断し、白旗を揚げて降伏していた。
その場で捕虜となった「サンタフェ」の艦長と守備隊のアルゼンチン軍海兵隊の士官数名は同日の夜に「アントリム」の艦上へ『招待』され、「アントリム」艦長らと夕食を共にすることとなった。これは、アルゼンチン軍が潜水工作員等を利用したイギリス軍艦艇への攻撃を計画していたかどうかをイギリス軍タスクフォースが確認するためであった。

## 奪還とその後
イギリス軍がサウスジョージア島島都であるグリトビゲンを制圧した翌26日早朝には、グリトビゲンより約24km西にあるリース港に陣取っていたアルゼンチン守備隊主力も降伏し、サウスジョージア島での戦闘は終結。イギリス軍はサウスジョージア・サウスサンドウィッチ諸島の奪還に成功した。イギリス軍はサウスジョージア島アルゼンチン軍守備隊とアルゼンチン海軍潜水艦「サンタフェ」の乗組員、合わせて137名を捕虜とし、「サンタフェ」を拿捕した。
この作戦における両軍の戦闘による死者はこの時点でゼロであったが、4月27日に拿捕した潜水艦「サンタフェ」をグリトビケンの港まで曳航する最中に、アルゼンチン海軍水兵の1人がベント操作を行って故意に「サンタフェ」を沈没させようとしたと、同乗していたイギリス海兵隊員に誤解されて射殺された。イギリス軍はこの事態を陳謝。「サンタフェ」艦長はそれを受け入れ、アルゼンチン海軍の栄誉礼の元に葬儀が執り行われた。「サンタフェ」は後に海没処分された。
アルゼンチン軍捕虜はジェネーブ条約に基づいて後に中立国を経由してアルゼンチンへ移送された。サウスジョージア島アルゼンチン軍守備隊の指揮官であるアルゼンチン軍大尉のみイギリスへ移送され、尋問(アルゼンチン反体制運動家への非人道的取り調べ行為等)を受けたが6月10日にアルゼンチンへ帰国した。
任務を完了したタスクフォースは哨戒艦「エンデュアランス」と一部の海兵隊員を守備隊として残し、フォークランド諸島奪還の為にイギリス海軍機動艦隊主力に合流し、フォークランド紛争終結まで尽力した。